# Sipe Sipe (gemeente)
Sipe Sipe is een gemeente (Municipio) in de Boliviaanse provincie Quillacollo in het departement Cochabamba. De gemeente telt naar schatting 46.234 inwoners (2018). De hoofdplaats is Sipe Sipe.

## Indeling
De gemeente bestaat uit 3 kantons:
- Cantón Itapaya - 6.496 inwoners (2001)
- Cantón Mallco Rancho - 8.287 inwoners (2001)
- Cantón Sipe Sipe - 16.554 inwoners (2001)